# Носпельт
Носпельт (люкс. Nouspelt) — деревня в коммуне Келен, располагающаяся на юго-западе Люксембурга. Деревня известна прежде всего своими гончарами.

## Расположение
Носпельт располагается в 15 километрах к северо-западу от города Люксембург на высоте 320 м на плато между реками Мамер и Эйш. Это небольшая сельская деревня с примечательными домами и улицами.

## История
После недавнего обнаружения кельтских гробниц в этом районе, было установлено что история Носпельта восходит к периоду до Римской империи. Находки в месте Шайерхек расположенного недалеко от соседнего Гебланжа, и Крекельбирга находящемуся к северо-западу от деревни Носпельт, содержат ряд предметов, среди которых винные фляги, гончарные изделия, шпоры, ножи, копья и фонарь, свидетельствуют о знатности похороненных. Предполагается, что гробницы могли принадлежать вождям из поселения Тительберг бывшего недалеко от Петанжа. Некоторые из артефактов, в том числе высокая амфора, были доставлены из Средиземноморья, что свидетельствует о масштабах торговли с другими регионами в то время.
Гробницы Меровингов относящимся к седьмому веку были найдены в Тельпешхольце находящемуся между Носпельтом и Донделанжем. Таким образом установлено, что этот район был заселен на протяжении веков без перерыва.
Истоки гончарного производства Носпельта восходят к 1458 году. К началу XIX века в селе было 17 различных гончарных мастерских. Носпельт был признан центром керамической промышленности Люксембурга до 1914 года, когда Николя Шнайдер (1868—1941), в честь которого названа улица, в последний раз зажег свою печь. Сегодня в его доме находится музей и в его старой мастерской располагается выставка посвященная истории искусства Люксембурга. Там есть экспонаты из Эхтернаха и других мест Люксембурга. В городе есть дорога в честь гончаров называющаяся «rue des potiers», то есть «дорога гончаров».

## Храм
Современная церковь стоит на месте бывшей часовни, посвященной святому Фоме, самое старое упоминание о которой датируется 1685 годом. Современная церковь, завершенная в 1852 г., построена в стиле ампир о чём говорят округлые окна и колокольня над папертью. Пьета работы мастеров XVII века на алтаре перемещена из оригинальной часовни. Реставрационные работы проводились в 1986 году.

## Фестиваль «Emaischen»
Каждый год в пасхальный понедельник Носпельт чествует память своих бывших гончарных мастерских фестивалем «Emaischen». Фестиваль проходит под открытым небом, на котором гончары-любители демонстрируют свое искусство и изделия. Особой достопримечательностью является «Peckvillercher», свисток в форме птицы, связанный с гончарным производством в различных частях Европы. По традиции в Пасхальный понедельник каждый ребенок получал от родителей птичий свисток.